# Денисюк Анатолій Анатолійович
Анато́лій Анато́лійович Денисю́к — майор Збройних сил України, учасник російсько-української війни.

## Нагороди
За особисту мужність і героїзм, виявлені у захисті державного суверенітету та територіальної цілісності України, вірність військовій присязі під час російсько-української війни
- нагороджений орденом Богдана Хмельницького III ступеня (25.3.2015).